# La Chaulme
La Chaulme ist eine französische Gemeinde mit 116 Einwohnern (Stand: 1. Januar 2022) im Département Puy-de-Dôme in der Region Auvergne-Rhône-Alpes. Sie gehört zum Arrondissement Ambert und zum Kanton Ambert (bis 2015: Kanton Saint-Anthème).

## Geographie
La Chaulme ist die östlichste Gemeinde des Departements Puy-de-Dôme. Sie liegt etwa 75 Kilometer ostsüdöstlich von Clermont-Ferrand im Regionalen Naturpark Livradois-Forez. Nachbargemeinden von La Chaulme sind Saint-Clément-de-Valorgue im Norden, Saint-Jean-Soleymieux im Nordosten, La Chapelle-en-Lafaye und Montarcher im Osten und Südosten, Saillant im Süden und Westen sowie Saint-Romain im Nordwesten.

## Weblinks

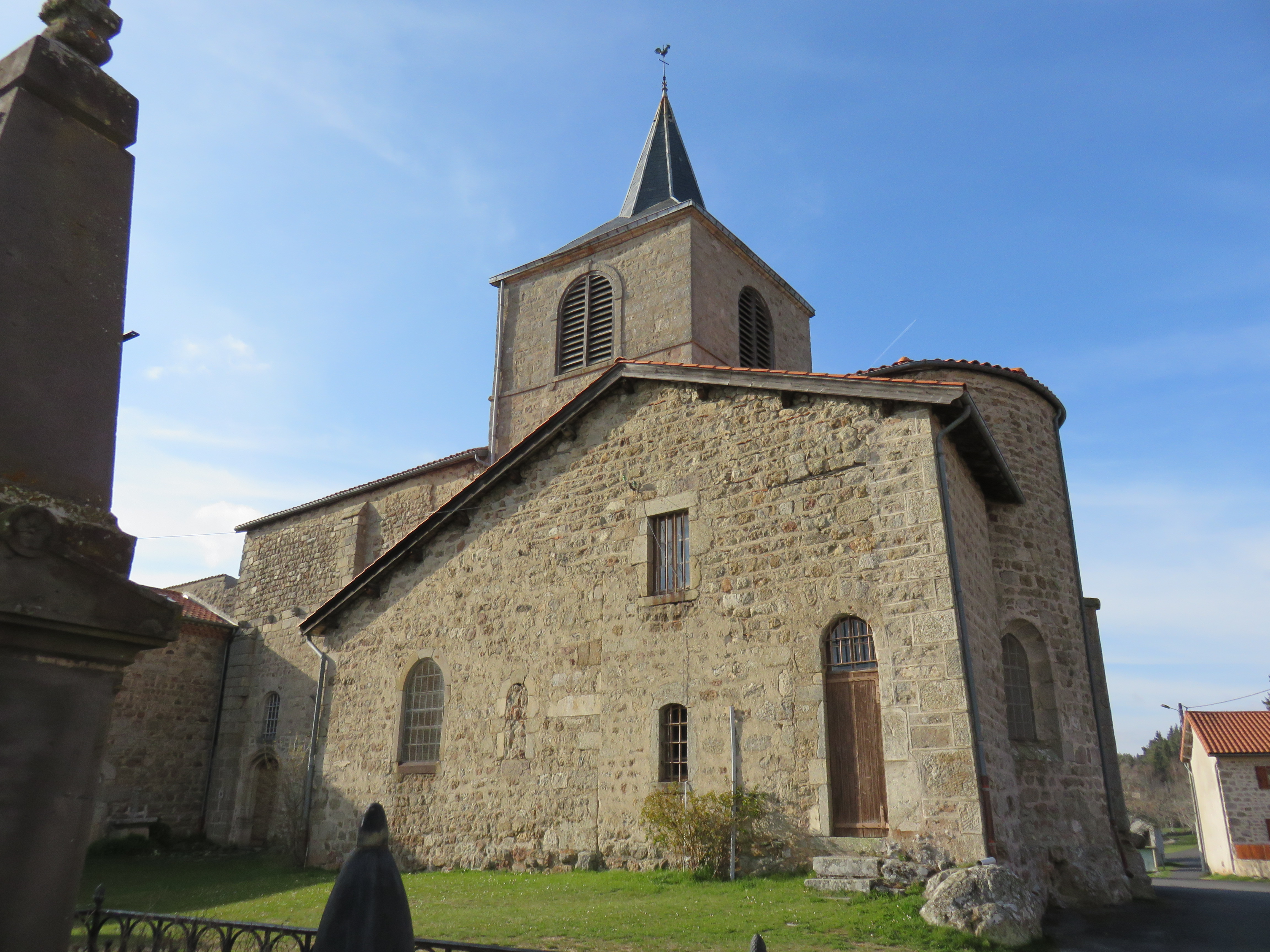
Kirche Saint-Jean-Baptiste

## Bevölkerungsentwicklung
| Jahr                       | 1962 | 1968 | 1975 | 1982 | 1990 | 1999 | 2006 | 2013 |
| Einwohner                  | 310  | 279  | 194  | 150  | 121  | 131  | 132  | 124  |
| Quellen: Cassini und INSEE |      |      |      |      |      |      |      |      |

## Sehenswürdigkeiten
- Kirche Saint-Jean-Baptiste